# Mitos y Leyendas de Peñaflor
Mitos y Leyendas de Peñaflor es una serie de televisión documental de nacionalidad chilena de género fantástico y realismo mágico creada por Claudio Rodríguez Zúñiga y Fernando Garrido, estrenada el 6 de marzo de 2021 en Canal 2 (San Antonio). Serie que recoge parte del acervo cultural de una zona rica en patrimonio inmaterial como es Peñaflor.

Ideada a partir de una adaptación del libro “Peñaflor en 10 leyendas”, de Hernán Bustos, aborda tópicos de naturaleza tan disímiles como son las historias fantásticas que predominan en el campo chileno, las cuales se caracterizan por estar circundadas por un halo de  religiosidad popular ligados a la fuerte presencia de la Virgen y el Diablo, en todos los mitos que los rodean. En el caso de Peñaflor, símbolos que convergen en los misterios que rodean la construcción del Canal de Mallarauco, el cual habría sido posible gracias a un pacto con el Mandinga. 

En la serie, también se indaga hasta los orígenes del valle, el cual fue un asentamiento picunche. Además de dejar plasmadas las mitologías republicanas, generadas en torno a las aventuras de Manuel Rodríguez y José Miguel Carrera, junto a leyendas de tesoros escondidos desde la época de la Independencia.

La serie se destaca porque son los propios habitantes de Peñaflor quienes relatan y rescatan estos relatos, actualizando estas historias que están arraigadas en lo más profundo del acervo popular. 

La serie de distingue por utilizar como elemento audiovisual el uso de loza policromada, artesanía popular característica de la Provincia de Talagante.

## Sinopsis
Marta Contreras es una de las principales artesanas de una técnica propia del Valle del Maipo, llamada loza policromada. Consciente de la cantidad de historias mágicas que abundan en su pueblo, sale en sus búsquedas, relacionándose con las distintas voces de la comunidad, quienes, a través de sus recuerdos y reinterpretaciones, actualizan estos relatos al imaginario del hoy. Al final de su viaje, modela los mitos en greda, dándole vida e imagen a estas leyendas que están arraigadas en lo más profundo del sentir popular.

## Capítulos
| Capítulo              | Descripción | Participación Especial | Duración      |
| --------------------- | --- | --- | ------------- |
| India Millaray        | Marta Contreras es una de las principales artesanas de una técnica propia del campo chileno, llamada loza policromada. Ha averiguado que Peñaflor tiene su origen en una antigua leyenda picunche: la india Millaray; esta habría ahogado a su hijo en el río, al verse acorralada entre los españoles, y, tras su posterior suicidio, su alma habría quedado en pena. Recorriendo el antiguo fundo, Marta conversa con los hijos del inquilinaje, enterándose de que Millaray ha permanecido oculta tras la sombra de “la Llorona”. Indagando más, logra encontrar la raíz del mito al entender el sacrificio desde el punto de vista de la cosmovisión mapuche y su significado hasta nuestros días. | Bernarda Roa, María Roa, Jaime Valdés, Francisca Maciel y Eugenia Calquín.                                                       | 12:36 minutos |
| La Tentación          | Peñaflor es un lugar que está rodeado de símbolos religiosos y paganos; algunos de ellos son su blanca Virgen que corona un cerro, mientras que, a los pies de este, habita un Gomero Gigante de aspecto siniestro. En su taller, Marta Contreras está moldeando la figura de Zunilda Rojas: una joven campesina que habría vivido en la zona, la cual, al verse desesperada por no poder conquistar el amor, habría sido tentada por el Mandinga. Marta se reúne con la fuente de la leyenda y con quien fuera el rondín del fundo para conocer el desenlace de esta trágica historia de amor, y, además, descifrar los misterios y poderes sobrenaturales de estos símbolos. | Angélica Gómez, Ximena Gambetta, Vitalia Espinoza y Baldomero Huerta.                                                            | 11:52 minutos |
| El Tesoro             | Los mitos de Peñaflor y sus tesoros abundan en las entrañas de sus cerros. Una solitaria mañana, los chicos Danko y Nicolás excursionan por el humedal del Trapiche encontrándose con la artesana Marta Contreras, quien está extrayendo greda. Ella les cuenta sobre una leyenda de un tesoro escondido en los cerros desde los tiempos de la Independencia. Interesados por las cosas que podrían comprar, salen en su búsqueda recorriendo la ciudad, visitando viejos túneles patronales hasta llegar a una enigmática mina, en la cual está el mismísimo Mandinga custodiando un cofre de oro. | Danko Contreras, Nicolás Soto, Miguel Garrido, Adriana Amtmann y Florinda Huerta.                                                | 11:56 minutos |
| Los Próceres          | Los mitos y leyendas de Peñaflor no solo están compuestos por su diablo, ánimas y tesoros, sino también de héroes; algunos son anónimos con aventuras más pequeñas, y otros ilustres, como son los próceres de los Carrera y Manuel Rodríguez. A los pies del Cerro de la Virgen, José Miguel Carrera tuvo una casa en la que vivió con su joven esposa. Marta Contreras se reúne con la matriarca de la última familia que habitó dicho lugar, tratando de reconstruir la historia del lugar y un amor que perduró por sus pasillos hasta la demolición de la misma. Y, además, Marta sube hasta los piques de minas abandonados en los cerros, tratando de entender los lugares por los cuales Manuel Rodríguez se refugiaba tras el acoso de sus perseguidores.                                                                  | Adriana Amtmann, Pedro Núñez y Laura Tapia.                                                                                      | 12:31 minutos |
| La Carroza del Patrón | La historia de Peñaflor, en algún punto, se encuentra y confunde con la de Patricio Larraín Gandarillas, un visionario agricultor de finales del siglo XIX, el cual construyó el Canal de Mallarauco. La artesana Marta Contreras se reúne con los descendientes de Larraín Gandarillas y los hijos del inquilinaje para tratar de entender su personalidad, la magnitud e importancia de su proeza, las relaciones sociales que se establecieron en la hacienda, y, por sobre todo, despejar el mito sobre el pacto que habría hecho el Patrón con el Mandinga para construir el canal. | María Roa, Claudio Carrasco, René Carrasco, Victoria Cabello, Florinda Huerta, Samuel Infante, Juan Pablo Sánchez, Jaime Valdés. | 14:19 minutos |
| El Camino del Diablo  | Peñaflor es un lugar donde lo mágico y lo real convergen en un solo espacio; incluso, existe un camino que homenajea al diablo. La artesana Marta Contreras, interesada en conocer más sobre este personaje, conversa con la comunidad, quienes le cuentan cómo el Mandinga, vestido de distintas formas, solía aparecerse por el “Camino del Diablo” asustando a la gente. Llega al origen de la leyenda, la cual se remonta a los tiempos de la Hacienda cuando el Patrón habría hecho un pacto con el Mandinga, y, luego de alcanzar fortuna, lo habría expulsado, quedando este relegado al camino. En torno a una fogata, Marta realiza una quema de las figuras en loza policromada que ha realizado, para lo cual la acompañan los hijos del inquilinaje, quienes continúan celebrando al personaje más ilustre de Peñaflor. | Jaime Valdés, Miguel Garrido, Victoria Cabello, Baldomero Huerta, Claudio Carrasco y Samuel Infante.                             | 13:05 minutos |

## Ficha técnica
- Conductora: Marta Contreras
- Participación especial: Jaime Valdés, Danko Contreras, Nicolás Soto.
- Creadores: Claudio Rodríguez Zúñiga, Fernando Garrido
- Productor ejecutivo: Claudio Rodríguez Zúñiga
- Guion e investigación: Fernando Garrido
- Dirección: Max Lastra
- Dirección de fotografía: Gonzalo Díaz Espinoza
- Montaje: Mario Zapata
- Música original: Pablo Ríos
- Dirección de arte: Suzzette Ojeda
- Sonido directo: Fabián Valderrama
- Asistente de fotografía: Daniel Pino
- Asistente de producción: Daniel González
- Posproducción de imagen: Francisco Carrillo
- Posproducción de sonido: Leonardo Céspedes

- Basado en el libro Peñaflor en leyendas de Hernán Bustos Valdivia.

## Producción

### Desarrollo
El 10 de octubre de 2018, el Consejo Nacional de Televisión de Chile realizó la premiación de los proyectos ganadores para acceder al Fondo CNTV 2018. Entre los ganadores de la línea de carácter comunitario resultó favorecida la serie Mitos y Leyendas de Peñaflor.

### Rodaje
El rodaje de la serie se llevó a cabo durante el mes de julio de 2019 en la localidad de Pelvin, de Peñaflor. Contó con la participación activa de la comunidad, quienes accedieron a contar los relatos de apariciones fantásticas que suelen verse en la localidad. Por su parte, la artesana Marta Contreras, elaboró dieciocho escenas en loza policromada que dan cuenta del mundo invisible que rodea la magia de Peñaflor. 

### Avant Premier
El 23 de junio de 2020, en vísperas de la Noche de San Juan, se realizó la Avant Premier de la serie para toda la comunidad peñaflorina. Esto, a través de los canales internos de televisión de la Ilustre Municipalidad de Peñaflor. 

### Estreno en Televisión
El 6 de marzo hasta el 10 de abril de 2021, Canal 2 (San Antonio) emitió cada uno de los capítulos de la serie a través de su señal regional. 

## Otras exhibiciones
Mitos y Leyendas de Peñaflor ha tenido la oportunidad de ser exhibida en otras ventanas como:
- 2020, septiembre. Exhibición por los circuitos internos de Policía de Investigaciones de Chile.
- 2021, junio. Exhibición por STGO.TV (Canal digital Universidad de Santiago de Chile)
- 2021, julio. Exhibición por ARTV. (Canal de cable cultural transmitido por los operadores VTR, Claro TV, Gtd)

## Festivales de Cine
El capítulo "El Tesoro" protagonizado por los niños Danko Contreras y Nicolás Soto, ha tenido la oportunidad de participar en los siguientes festivales de cine:
- 2020, octubre, Colombia. Festival internacional de Cine Infantil y Juvenil Calibélula.
- 2020, noviembre, Bolivia. Festival Internacional del Audiovisual para la niñez y adolescencia Kolibrí.
- 2020, diciembre, México. Festival de Cine Infantil Churumbela.

## Prensa
- Usach al Día
- Fondos CNTV 2018